# گوستاو ویکلوند
گوستاو ویکلوند (فنلاندی: Gustav Wiklund؛ ‏ ۲۶ ژوئن ۱۹۳۴ – ۲۷ اوت ۲۰۱۹) بازیگر اهل فنلاند بود. وی بین سال‌های ۱۹۵۸ تا ۲۰۱۹ میلادی فعالیت می‌کرد.
از فیلم‌هایی که وی در آن‌ها نقش داشته‌است، می‌توان به خانه در شب اشاره نمود.